# Gare de Juventus–Mooca
La gare de Juventus–Mooca (en portugais Estação Juventus–Mooca) est une gare ferroviaire de la ligne 10 (Turquoise) de la Companhia Paulista de Trens Metropolitanos (CTPM). Elle est située avenue Presidente Wilson dans le quartier de  Cambuci à São Paulo, au Brésil.

## Situation ferroviaire

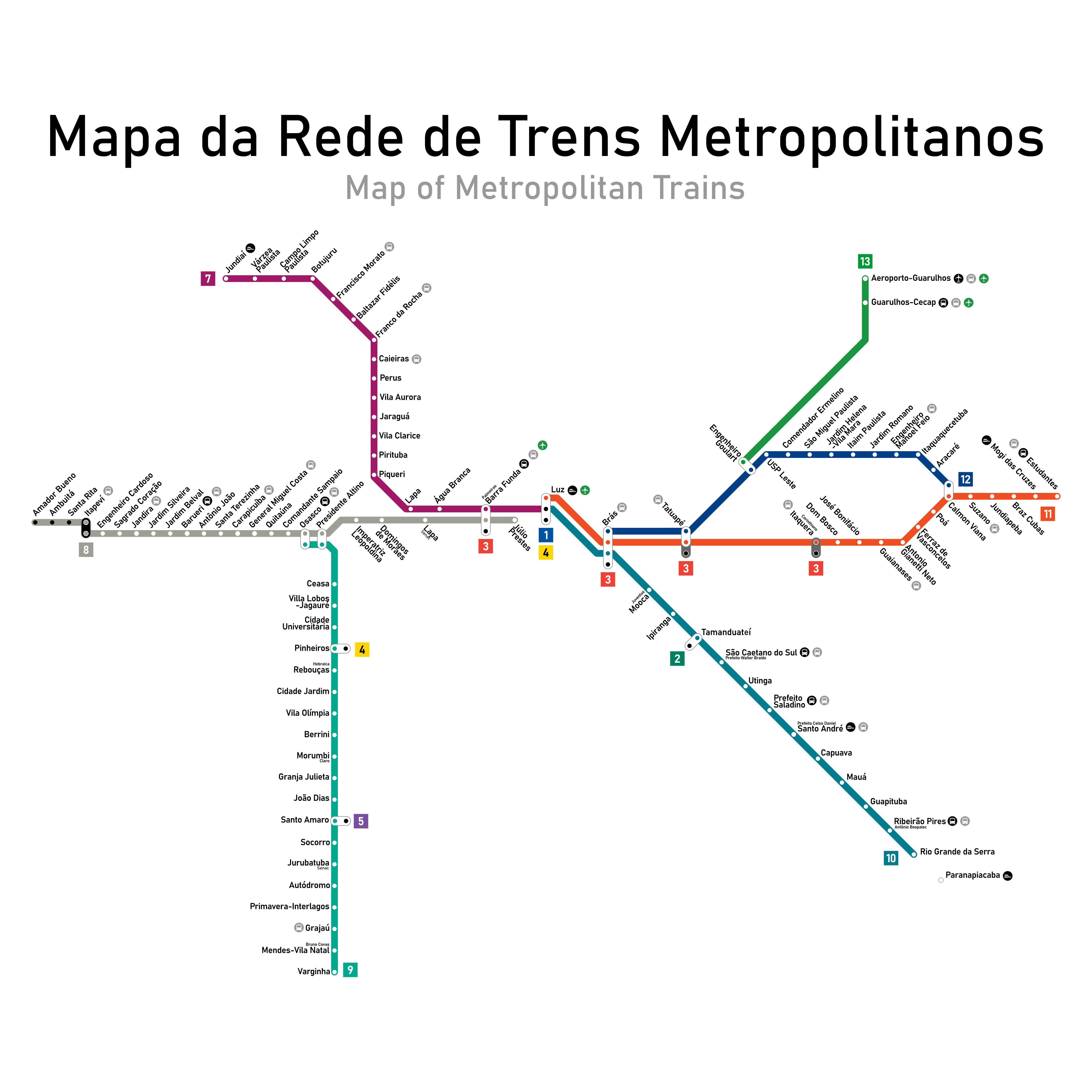
Plan des lignes de la CPTM (2020).

Établie à 727 mètres d'altitude, la gare de Juventus–Mooca est située sur la ligne 10 (Turquoise) de la Companhia Paulista de Trens Metropolitanos (CTPM), entre la gare terminus de Brás, et la gare d'Ipiranga, en direction de la gare terminus de Rio Grande da Serra. 